# أكاديمية الفنون الجميلة بقطانية
أكاديمية الفنون الجميلة بقطانية (بالإيطالية: Accademia di Belle Arti di Catania) هي أكاديمية للفنون الجميلة تقع في قطانية، صقلية. تأسست في عام 1967 وبدأت أنشطتها في يناير 1968. واعتبارًا من عام 2013، كانت الأكاديمية الثالثة للفنون الجميلة في إيطاليا لعدد الطلاب.